# Monarch (manzana)
Monarch es una  variedad cultivar de manzano (Malus domestica). 
Criado en 1888. Introducido en 1918 por el viverista "Seabrook Nurseries", Chelmsford, Essex. Las frutas tienen una carne bastante suave, de textura un tanto gruesa y jugosa con un sabor subacido. Se producen contusiones muy fácilmente. Cocina bien.

## Historia
'Monarch' es una variedad de manzana, desarrollado en 1888 cruzando Peasgood's Nonsuch con polen de Dumelow's Seedling. Introducido por Seabrook & Sons Nurseries de Chelmsford, Essex (Reino Unido) en 1918.
'Monarch' se cultiva en la National Fruit Collection con el número de accesión: 1924-019 y Accession name: Monarch.

## Características

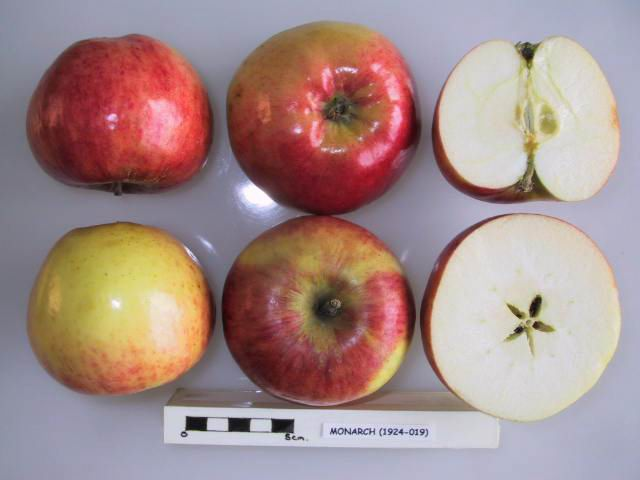
La Manzana 'Monarch' seccionada.

'Monarch' árbol de extensión vertical, de vigor alto. Tiene un tiempo de floración que comienza a partir del 6 de mayo con el 10% de floración, para el 11 de mayo tiene una floración completa (80%), y para el 20 de mayo tiene un 90% caída de pétalos.
'Monarch' tiene una talla de fruto grande; forma amplio globo cónico, con una altura de 62.50mm, y con una anchura de 77.50mm; con nervaduras ausentes; epidermis con color de fondo amarillo blanquecino, con un sobre color rosado rojizo que cubre aproximadamente tres cuartos de la superficie, importancia del sobre color medio, y patrón del sobre color rayado, con rayas rotas de rojo más oscuro, "russeting" (pardeamiento áspero superficial que presentan algunas variedades) bajo; pedúnculo corto y robusto, colocado en una cuenca profunda y estrecha que puede ser rojiza; cáliz es grande y parcialmente abierto, ubicado en una cuenca estrecha y medianamente profunda que está rodeada por una corona ligeramente nudosa; carne de color blanco, de grano grueso, suave. Jugoso, muy dulce, agrio y aromático. Se contusiona fácilmente.
Su tiempo de recogida de cosecha se inicia a principios de octubre. Presenta carga de frutos cada dos años (contrañada).

## Usos
Una manzana para cocinar que hace una salsa de manzana suave, sabrosa y ligeramente ácida. No mantiene su forma cuando se cocina u hornea. Se conserva en frío hasta 2 meses.

## Ploidismo
Diploide, autofértil, pero se ploniza mejor en la proximidad de una fuente alternativa de polen compatible. Grupo de polinización: D, Día 13.